# 에비아현
에비아현(그리스어: Εύβοια)은 그리스의 중앙그리스주를 구성하는 현 가운데 하나로, 소재지는 할키스(할키다)이다. 에게해와 접하며 에비아섬이 현의 대부분을 차지한다.